# Too Much Harmony
Too Much Harmony est un film américain réalisé par A. Edward Sutherland, sorti en 1933.

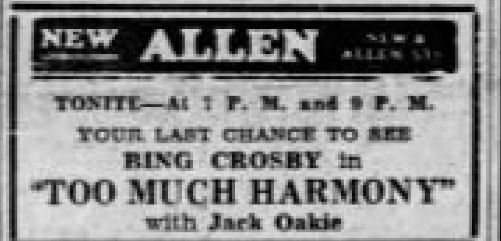
Annonce pour le film dans le Morning Call.

C'est un des plus grands succès de l'année pour le studio Paramount. Le film a contribué à donner un statut de star à Bing Crosby.

## Synopsis
Eddie Bronson, qui est bloqué avec son avion dans un aérodrome de l'Ohio, découvre un petit numéro de variétés, où jouent Dixon et Day et leur assistante Ruth qui est également la fiancée de Ben Day. Lorsqu'il revient à New York après un essai d'un nouveau spectacle, Bronson s'arrange pour que le producteur irascible, Max Merlin, les mette dans le spectacle et un intérêt mutuel va grandir entre Eddie et Ruth.
Lors d'une soirée, Bronson chante une chanson d'amour mais sa propre fiancée, Lucille, est jalouse de ses attentions envers Ruth. Les répétitions du spectacle s'avèrent décevantes mais Eddie encourage Ruth et ils chantent à nouveau. Ben décide d'abandonner Ruth pour qu'elle puisse épouser Eddie mais Lucille ne libérera pas Eddie. Ben, avec l'aide de Johnny, se fait passer pour un millionnaire du tabac, Charles W. Beaumont Jr., et fait semblant d'être épris de Lucille, qui, dans son enthousiasme pour obtenir un mari millionnaire, abandonne Eddie et lui dit qu'elle rompt les fiançailles, ce qui a bien sûr l'effet désiré de le laisser libre d'épouser Ruth.
La soirée d'ouverture s'avère un énorme succès.

## Fiche technique
- Réalisation : A. Edward Sutherland
- Scénario : Joseph L. Mankiewicz
- Photographie : Theodor Sparkuhl
- Montage : Richard C. Currier
- Musique : Heinz Roemheld
- Producteur : William LeBaron
- Société de production et de distribution : Paramount Pictures
- Pays de production :  États-Unis
- Langue originale : anglais américain
- Format : noir et blanc
- Genre : film musical
- Durée : 76 minutes
- Dates de sortie : 
  - États-Unis : 23 septembre 1933
  - France : 12 janvier 1934

## Distribution
- Bing Crosby : Eddie Bronson
- Jack Oakie : Benny Day

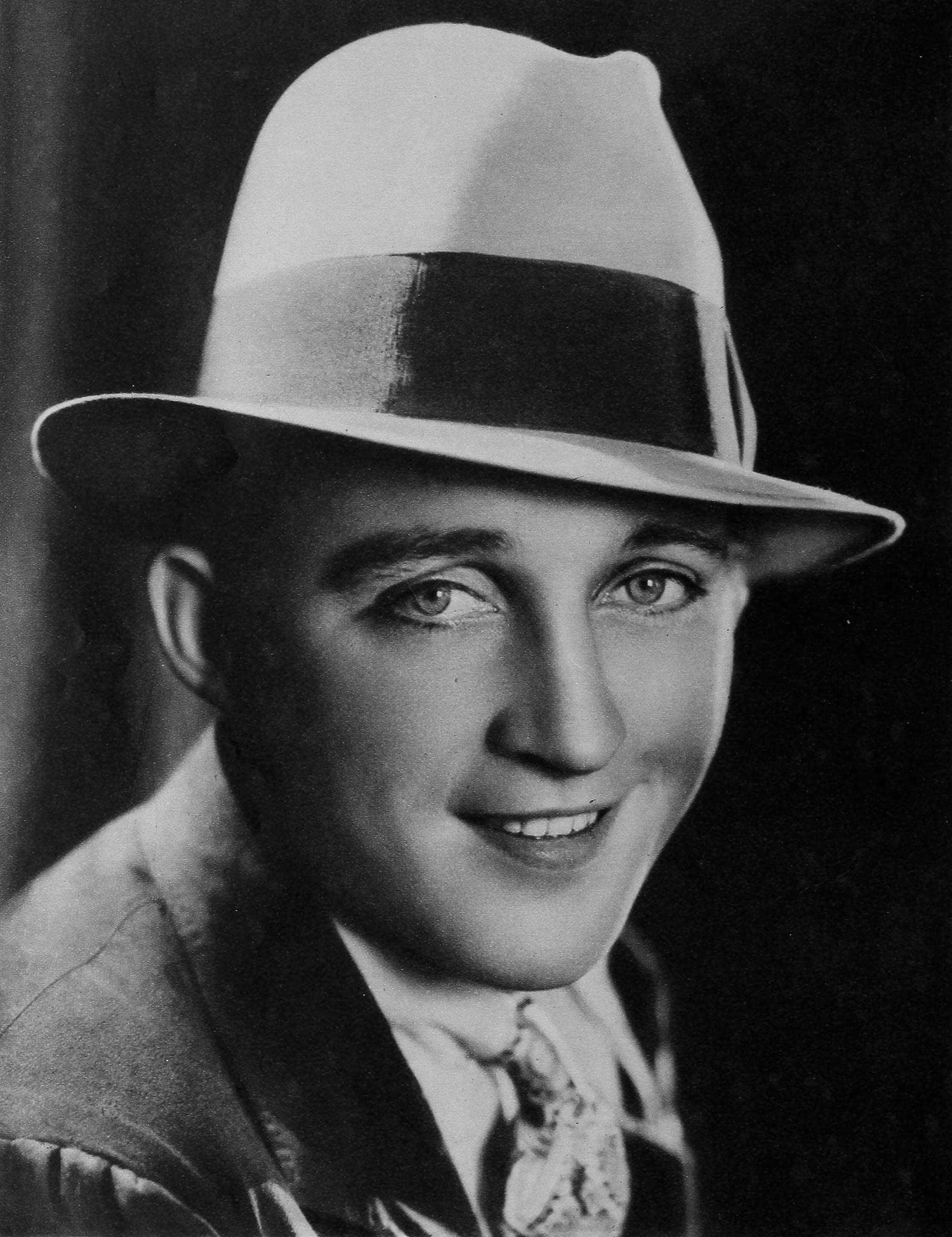
Bing Crosby à l'époque du tournage du film.

- Richard "Skeets" Gallagher : Johnny Dixon
- Harry Green : Max Merlin
- Judith Allen : Ruth Brown
- Lilyan Tashman : Lucille Watkins
- Ned Sparks : Lem Spawn
- Kitty Kelly : Patsy Dugan
- Grace Bradley : Verne La Mond
- Evelyn Oakie : Mrs. Day
- Henry Armetta : Mr. Gallotti
- Billy Bevan : le metteur en scène
- Dell Henderson : le directeur du théâtre
- Cyril Ring : l'assistant du directeur
- Anna Demetrio : Mrs. Gallotti
- Shirley Grey : Lilyan
- Lona Andre : Showgirl
- Verna Hillie : Showgirl

## Bande originale
Crosby a enregistré certaines des chansons du film pour Brunswick Records.
- Black Moonlight
- Thanks
- Mingle with the Hoy Palloy
- The Day You Came Along
- Boo-boo-boo
- Cradle Me with a Hotcha Lullaby
- I Guess It Had to Be That Way
- The Kellys and the Cohens
- Buckin' the Wind